# Albert Market

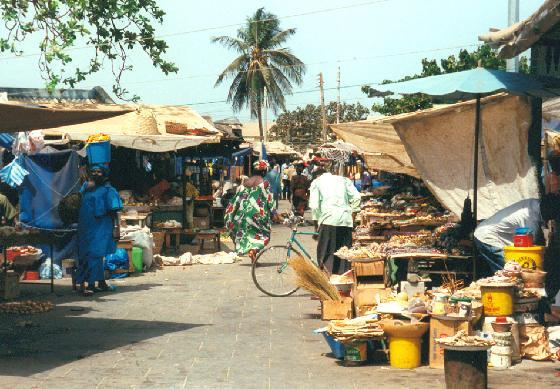
Targowisko w Bandżulu

Albert Market – targ uliczny w Bandżulu, w Gambii, znajdujący się przy Liberation Avenue. Został zbudowany w połowie XIX wieku.
Nazwany został od imienia księcia Alberta, męża Królowej Wiktorii, która sprawowała władzę nad Gambią podczas czasów kolonialnych.
W 1986 roku znacznie zniszczony przez pożar.